# Alice Patten
Alice Patten (Londra, 1980) è un'attrice britannica.

## Biografia
Studente ad Hong Kong, dove ha passato l'infanzia e a Cambridge, ha il suo primo ruolo in teatro con la commedia Vincent in Brixton nel 2004. In seguito compare in film e serie televisive.

## Filmografia
- L'ispettore Barnaby (Midsomer Murders) – serie TV, episodi 7x07 (2004)
- Merlin – serie TV, 3 episodi (2009-2010)
- The Musketeers – serie TV, 1 episodio (2014)
- Downton Abbey – serie TV, 1 episodio (2014)